# 早川友希
早川 友希（はやかわ ゆき、Yuki Hayakawa 1982年7月30日 - ）は、日本の弁護士。大阪府出身。元テレビ山口（tys）アナウンサー。元フリーアナウンサー。

## 来歴・人物
- 大阪府出身。しし座。B型。龍谷大学を卒業後、2005年tysに入社。
- 2013年10月にtysを退社。フリーに転向。
- 関西仕込みのツッコミが持ち味。
- 2020年12月、弁護士に転職。

### tys時代のエピソード
- 2007年、この年大阪で開催された世界陸上の応援たすきキャラバンで全国中継を担当。
- 2007年、中四国地区の番組でTIMと共演。
- 2007年10月、TBS『オールスター赤面申告ハプニング大賞』に出演し、共演者の塚本高史につっこまれる。
- 2008年1月放送の『ハプニング大賞』では小ハプニング大賞を受賞。
- 2008年、中四国地区の番組でアンガールズと共演。
- 映画『私は貝になりたい』名誉宣伝ウーマンに任命され、主演を務めたSMAPの中居正広にインタビューした際「女を感じさせない」と言われ「友達みたい」と気に入られた。
- 2009年、CBC『えなりかずき!そらナビ』で全国中継を担当。
- 2011年、TBS『JNN総力蔵出しSPこんなの見たかった!超ブッ飛び映像祭2011』に出演。

## 出演番組
tys時代
- tysスーパー編集局（毎週月曜日～金曜日　18:15～）
- 県内ニュース

フリー転向後
- ひるおび!（毎週月曜日～金曜日　11:00～）

## tysでの同期入社
- 佐藤けい